# Mundochthonius asiaticus
Mundochthonius asiaticus är en spindeldjursart som beskrevs av Selvin Dashdamirov 2005. Mundochthonius asiaticus ingår i släktet Mundochthonius och familjen käkklokrypare. Inga underarter finns listade i Catalogue of Life.